# Kanton Tarbes-1
Kanton Tarbes-1 (francouzsky Canton de Tarbes-1) je francouzský kanton v departementu Hautes-Pyrénées v regionu Midi-Pyrénées. Tvoří ho pouze část města Tarbes.